# Nasobelba transitoria
Nasobelba transitoria är en kvalsterart som först beskrevs av Balogh och Sandór Mahunka 1974.  Nasobelba transitoria ingår i släktet Nasobelba och familjen Suctobelbidae. Inga underarter finns listade i Catalogue of Life.